# Минихи
Ми́нихи (нем. Graf Münnich) — графский и дворянский род, который происходит от Иоанна Миниха, владевшего в конце XV века замком Рамбспауэр в Баварии.
Его потомки поселились в Ольденбурге. Бурхард Христофор Миних получил в 1728 году графский титул в России, а в 1741 году — титул графа Священной Римской империи.
Род Минихов внесён в матрикул лифляндского и эстляндского дворянства.

## Описание герба
В щите, разделённом на четыре части, посередине на золотой полосе находится малый серебряный щиток, украшенный графской короной, в котором изображён стоящий босой монах, в чёрном одеянии, держащий чётки в поднятых вверх руках. По сторонам этого щитка виден располовинчатый чёрный орёл с коронами на каждой из двух голов, а в лапах держащий золотые, украшенные российско-императорским орлом, булавы.
В первой части в голубом поле изображён серебряный лебедь.
Во второй части в серебряном поле два опрокинутых стропила красного цвета.
В третьей части в серебряном поле три красных трилистных цветка.
В четвёртой части в голубом поле видна кирпичная зубчатая стена, а над ней восходящая серебряная луна.
Между этими последними полями в нижней части изображена сооружённая из кирпичей пирамида с воздвигнутым на ней золотым столбом, обвитым двумя змеями. На вершине этого столба видна золотая голова Януса в зубчатой короне.
Щит увенчан тремя шлемами, украшенными клейнодами, из которых средний покрыт графской короной, на которой видны два турецких знамени, из них правое — белое, а левое — красное и имеют: первое — золотую, а второе — серебряную луну, а позади этих знамён, между распростёртыми серебряными орлиными крыльями, изображён описанный в малом щитке монах. На крайних шлемах, украшенных с правой стороны княжеской шапкой, а с левой — дворянской короной, помещены по три турецких белых бунчука, висящие плетнями на золотых прутах с белыми и красными щётками наверху.
Щитодержатели — облачённые в латы два воина имеющие поверх шлемов на головах: стоящий на правой стороне — каменную корону, а в правой руке геометрический чертёж, стоящий на левой стороне — три страусиных пера (красное, серебряное и чёрное), а левой рукой держит на плече карабин.
Намёт на щите голубого и красного цвета, подложенный золотом и серебром.

## Известные представители рода Минихов

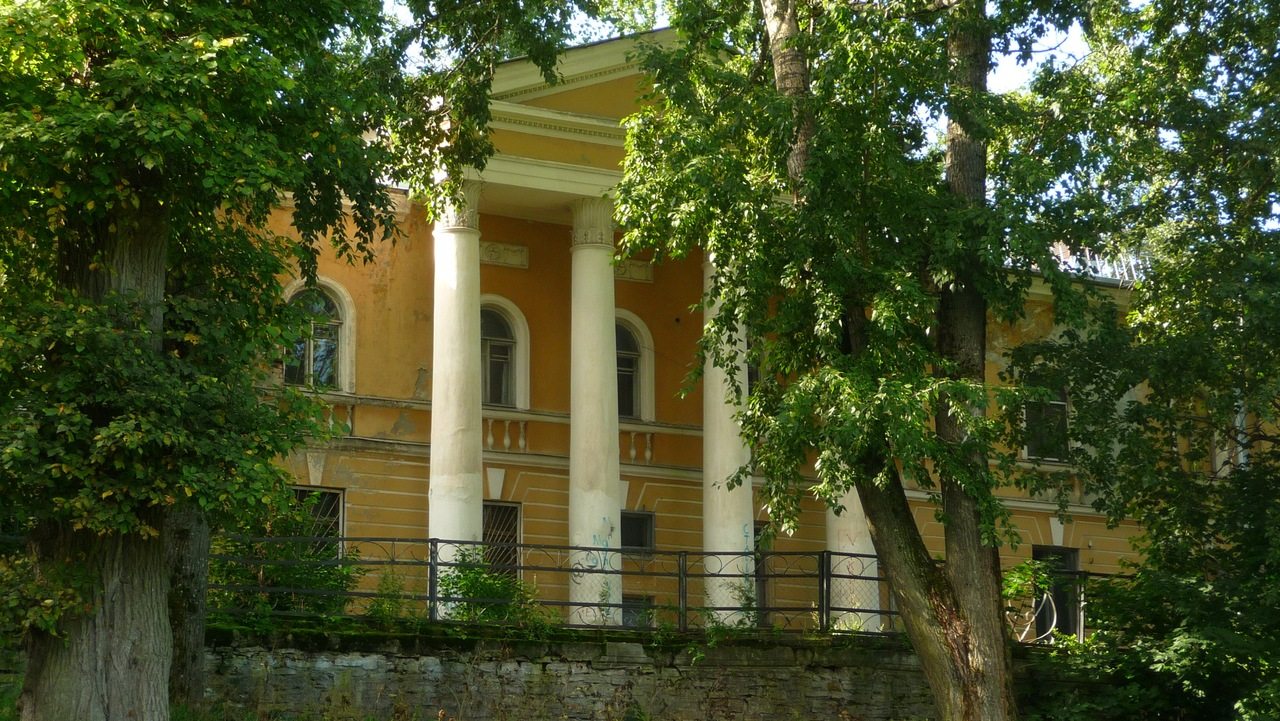
Перестроенная в 1953 г. дача Х. С. Миниха на Петергофской дороге (Улица Чекистов, 19)

Миних — фамилия.

## Дворянский род
Минихи — дворянский род:
- Миних, Вера Николаевна (1752—1800) — фрейлина Русского императорского двора.
- Миних, Иоганн:[править]  -  Миних, Иоганн Буркхардт Христофор (в России — Христофор Антонович; 1683—1767) — российский генерал-фельдмаршал.
  -  Миних, Иоганн Эрнст (1707—1788) — граф, русский дипломат, автор мемуаров. Сын Б. Х. Миниха.
- Миних, Христиан Вильгельм (1688—1768) — брат Б. Х. Миниха.
- Графиня Наталья Антоновна Моркова, урождённая Миних, дочь гвардии ротмистра графа Антона Сергеевича Миниха (1748—1810, внук Б. Х. Миниха) и его жены Веры Ивановны Чоглоковой — жена Ираклия Ивановича Моркова. В качестве приданого был передан Василий Тропинин.